# تأمين الممتلكات

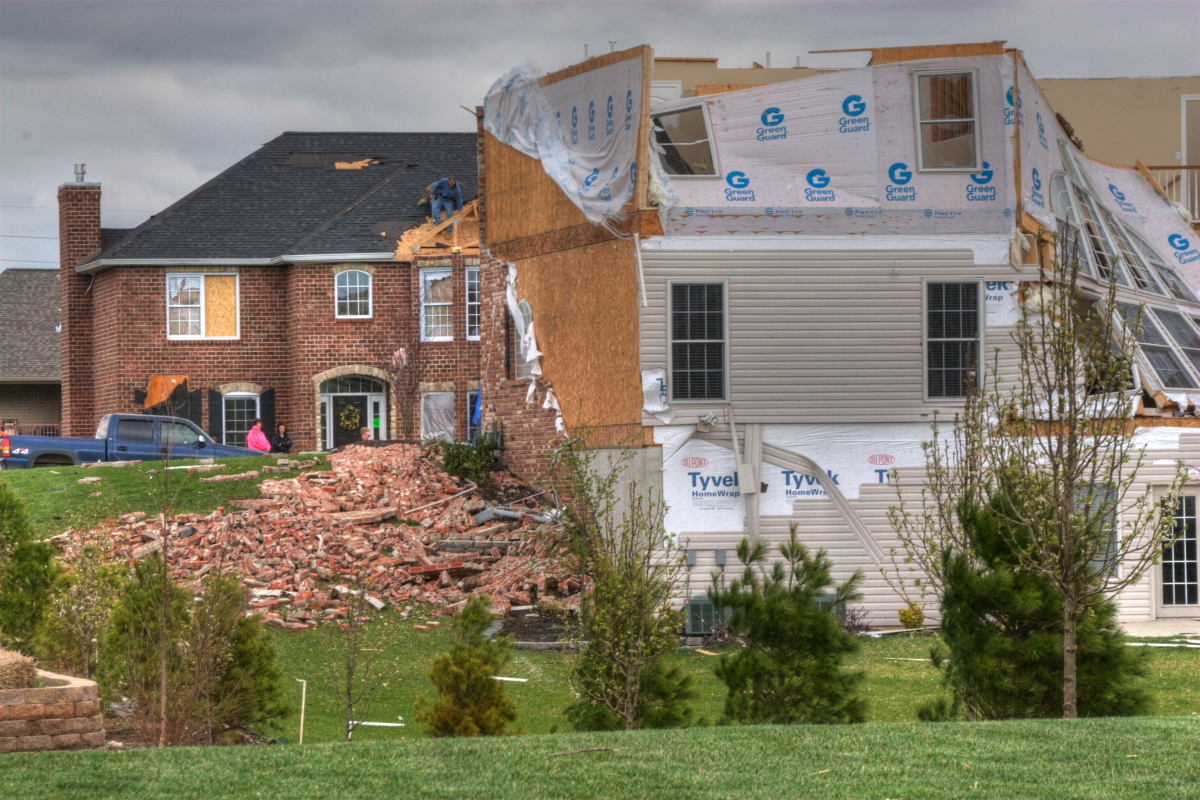
ستُوصف أضرار الإعصار التي لحقت بمنزل في إلينوي بأنها خطى مسمى

تأمين الممتلكات يتيح حماية الممتلكات في حال تعرضها للمخاطر، مثل الحرائق والسرقة وبعض الأضرار الناجمة عن الطقس. يتضمن ذلك أشكال التأمين المتخصصة مثل التأمين الحرائق أو تأمين الفيضان أو تأمين الزلزال أو تأمين المنزل. لتأمين الممتلكات طريقتين رئيستين: في حال الأخطار المفتوحة والأخطار المسماة.